# Северноандаманские языки
Северноандаманские (Большие Андаманские) языки — одна из языковых семей, на языках которой говорят большие Андаманцы, жители Андаманских островов (Индия) в Индийском океане. Находится под угрозой исчезновения.

## История
К концу XVIII века, когда британцы впервые поселились на Андаманских островах, там было около 5000 аборигенов, живущих на Большом Андамане и близлежащих островах, в составе 10 различных племён с разными, но близкородственными языками. С 1860-х годов началось создание постоянной английской колонии-каторги и последующее прибытие иммигрантов, переселенцев и наёмных работников, это сократило количество андаманцев до 19 человек в 1961 году.
С тех пор число аборигенов немного выросло, достигнув пятидесяти двух к 2010 году, но к 1994 году семь из десяти племён уже исчезли. Также разделение среди выживших племен (йерева, бо и кари) фактически исчезло из-за смешанных браков и переселения на значительно меньшую территорию на остров Страйт. Некоторые из них породнились с каренскими (Мьянма) и индийскими поселенцами. Хинди всё чаще выступает в качестве основного языка, и является единственным языком для примерно половины андаманцев. Последний известный носитель языка бо умер в 2010 году в возрасте 85 лет.
Около половины населения сейчас говорят на новом языке (смешанном или койне) северноандаманской семьи, основанном преимущественно на ака-йерева. Эта модифицированная версия получила название «современный северноандаманский язык», но также может упоминаться просто как «Джеро» или «Северноандаманский».

## Грамматика
Северноандаманские языки являются агглютинативными языками, с разветвлённой системой приставок и суффиксов. Они имеют отличительную систему именных классов, основанную во многом на частях тела; каждое существительное и прилагательное могут получать приставку, согласно которой часть тела с ней связывается (исходя из формы, или функциональной связи). Например, «ака» — в начале названия языка — это приставка для объектов, связанных с языком. Пример прилагательного может проявляться в различных формах слова «yop», «гибкий, мягкий», в ака-беа:
- Валик или губка — ot-yop «круг-мягкий», с приставкой от слова, относящейся к голове или сердцу.
- Трость - ôto-yop, «гибкий», с приставкой от слова означающего длинную вещь.
- Карандаш — aka-yop, «заострённый», с языковой приставкой.
- Упавшее дерево — ar-yop, «гнилой», с приставкой конечности или вертикальной вещи.

Аналогично, beri-nga «хороший»:
- un-bēri-ŋa «умный» (рука-хорошо).
- ig-bēri-ŋa «зоркий» (глаз-хорошо).
- аkа-bēri-ŋa «знающий языки» (язык-хорошо)
- ot-bēri-ŋa «добродетельный» (голова/сердце-хорошо)

Приставки:
|                      | Bea     | Balawa? | Bajigyâs? | Juwoi | Kol  |
| -------------------- | ------- | ------- | --------- | ----- | ---- |
| голова/сердце        | ot-     | ôt-     | ote-      | ôto-  | ôto- |
| кисть/стопа          | ong-    | ong-    | ong-      | ôn-   | ôn-  |
| рот/язык             | âkà-    | aka-    | o-        | ókô-  | o-   |
| туловище             | ab-     | ab-     | ab-       | a-    | o-   |
| глаз/лицо/рука/грудь | i-, ig- | id-     | ir-       | re-   | er-  |
| спина/нога/ягодицы   | ar-     | ar-     | ar-       | ra-   | a-   |
| талия                | ôto-    |         |           |       |      |

Части тела являются неотчуждаемой принадлежностью и требуют обязательного употребления притяжательной приставки: нельзя сказать «голова», а только «моя, его, ваша, и т. д. голова».
Основные местоимения почти идентичны во всех северноандаманских языках; ака-беа будет служить в качестве примера (местоимения с учётом их основных приставочных форм):
| Я, мой                     | d- | Мы, наш | m- |
| Ты, твоя                   | ŋ- | Вы, ваш | ŋ- |
| Он, его, она, её, оно, его | а  | Они, их | l- |

«Этот» и «тот» отличаются по k- и t-.
Судя по имеющимся источникам, в андаманских языках есть только два количественных числа один и два, остальная связанная с количеством лексика — «ещё один», «ещё несколько» и «всё»

## Классификация
Языки, на которых говорят на Андаманских островах, делятся на две чёткие семьи, большие андаманские и южноандаманские, а также язык неустановленной принадлежности, сентинельский. Они обычно рассматриваются как связанные. Впрочем, это сходство между большими андаманскими и южноандаманскими до сих пор в основном основано на типологической морфологии, известной общей лексики немного. Исследователь Джозеф Гринберг выразил сомнения в обоснованности больших андаманских языков как семьи; Анвита Эбби (2008) обозначает выжившие северноандаманские языки как изолированные.
Большие андаманские языки:
- Большие андаманские
  - Южные
    - ака-беа или беа (†)
    - акар-балава или балава (†)

  - Центральные
    - ака-кеде или кеде(†)
    - ака-кол или кол (†)
    - око-джуваи или джуваи (†)
    - а-пучиквар или пучиквар (†)

  - Северные
    - ака-чариар или чариар (†)
    - ака-кора или кора (†)
    - ака-йерева или йерева (почти исчезнувший); 36 говорящих в 1997 году
    - ака-бо или бо (†)

Джозеф Гринберг предложил относить северноандаманские языки к западным папуасским языкам в качестве элемента гипотетической индо-тихоокеанской макросемьи, но эта гипотеза не поддержана другими лингвистами. Стивен Вурм отмечает, что лексическое сходство между большими андаманскими, западнопапуасскими и некоторыми языками Тимора «просто поражает, и количество виртуальной формальной идентичности […] в ряде случаев», но считает, что это возможно из-за языкового субстрата, а не прямого отношения.
Кол-во говорящих на языках с 1901 по 1994 год по переписям:
Перепись 1901 года
ака-кари: 39
ака-кора: 96
ака-бо: 48
ака-йерева: 218
ака-кеде: 59
ака-кой: 11
ока-джуваи: 48
ака-пучиквар: 50
ака-балава: 19
ака-беа: 37
Переписи 1994 года
ака-йерева: 19
ака-бо: 15
ака-кари: 2
(«местные»: 4)